# Chambre des députés (Paraguay)
Pour les autres articles nationaux ou selon les autres juridictions, voir Chambre des députés.
Législature 2023-2028
Palais législatif
La Chambre des députés (en espagnol : Cámara de Diputados) — officiellement l'Honorable chambre des députés de la république du Paraguay (en espagnol : Honorable Cámara de Diputados de la República del Paraguay) — est la chambre basse du Congrès du Paraguay. Elle est composée de 80 membres, élus pour un mandat de cinq ans au scrutin proportionnel. L'autre chambre du Congrès est le Sénat.

## Système électoral
La Chambre des députés est composée de 80 sièges pourvus pour cinq ans au scrutin proportionnel plurinominal avec listes bloquées, répartis selon la méthode de la plus forte moyenne. Le scrutin a lieu dans dix huit circonscriptions plurinominales correspondants aux départements du Paraguay plus la capitale Asuncion.

## Liste des présidents
| Nom                             | Début            | Fin           |
| ------------------------------- | ---------------- | ------------- |
| Julián Augusto Saldívar         | août 1968        | décembre 1977 |
| Juan Esteche Fanego             | mars 1978        | mars 1978     |
| Julián Augusto Saldívar         | mai 1978         | novembre 1978 |
| Luis María Argaña               | novembre 1978    | novembre 1978 |
| Julián Augusto Saldívar         | décembre 1978    | octobre 1986  |
| Luis Martínez Miltos            | juin 1987        | décembre 1988 |
| Miguel Ángel Aquino             | 1989             | 1990          |
| José Antonio Moreno Ruffinelli  | 1990             | 1993          |
| Francisco José de Vargas        | 1993             | 1994          |
| Atilio Martínez Casado          | 1994             | 1995          |
| Juan Carlos Ramírez Montalbetti | 1995             | 1996          |
| Atilio Martínez Casado          | 1996             | 1998          |
| Walter Hugo Bower Montalto      | 1998             | 1999          |
| Efraín Alegre                   | 1999             | 2000          |
| Cándido Vera Bejarano           | 2000             | 2001          |
| Juan Darío Monges Espínola      | 2001             | 2002          |
| Oscar Alberto González Daher    | 2002             | 2003          |
| Benjamín Maciel Pasotti         | 2003             | 2004          |
| Oscar Rubén Salomón Fernández   | 2004             | 2005          |
| Víctor Alcides Bogado González  | 2005             | 2007          |
| Oscar Rubén Salomón Fernández   | 2007             | 2008          |
| Enrique Salyn Buzarquis Cáceres | 2008             | 2010          |
| Víctor Alcides Bogado González  | juin 2010        | juin 2013     |
| Juan Bartolomé Ramírez          | juin 2013        | juin 2014     |
| Hugo Velázquez Moreno           | juin 2014        | juin 2017     |
| Pedro Alliana Rodríguez         | juin 2017        | juin 2018     |
| Miguel Cuevas Ruíz Díaz         | 30 juin 2018     | 30 juin 2019  |
| Pedro Alliana Rodríguez         | 1er juillet 2019 | 3 mars 2022   |
| Carlos María López              | 1er juillet 2022 | 30 juin 2023  |
| Raúl Luís Latorre               | 1er juillet 2023 | en cours      |